# Horkheim

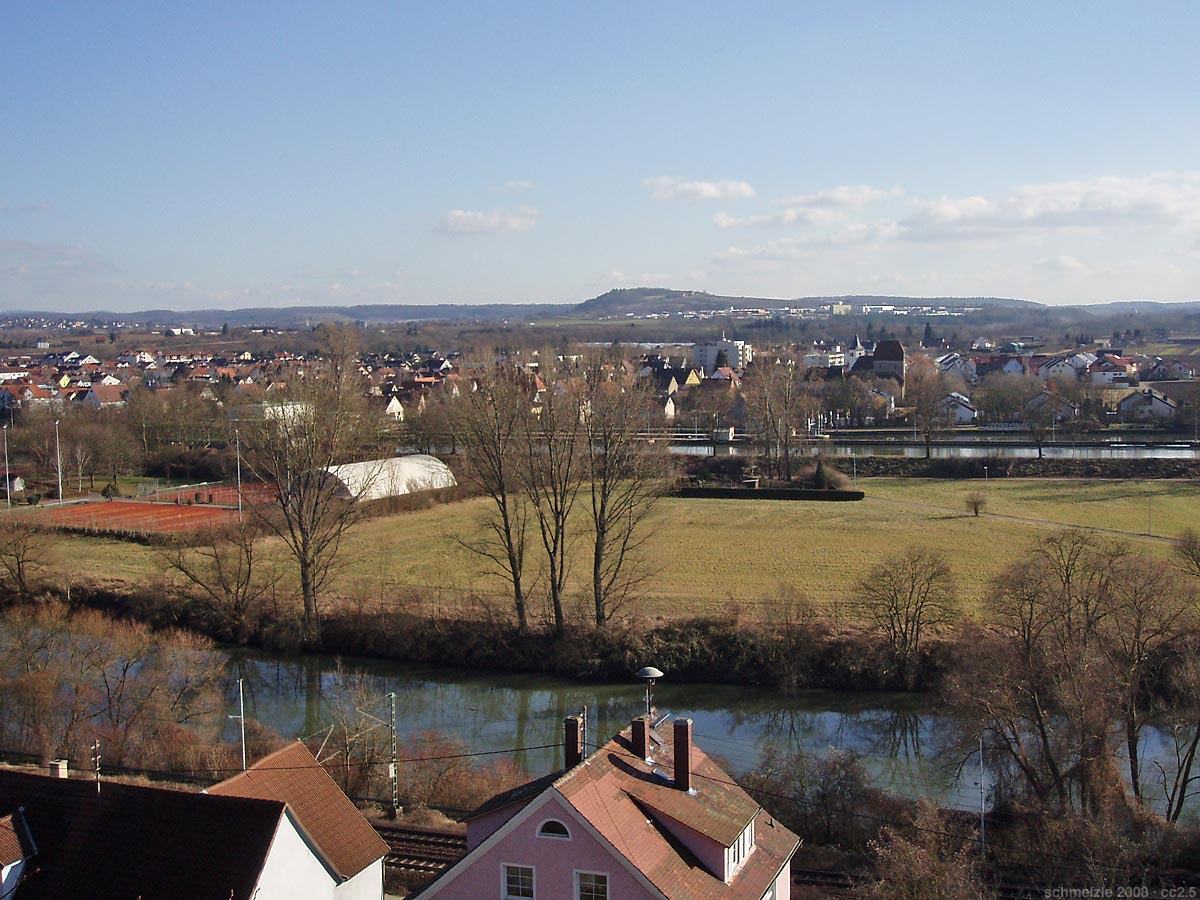
Blick von Heilbronn-Klingenberg über Neckar und Neckarkanal nach Heilbronn-Horkheim

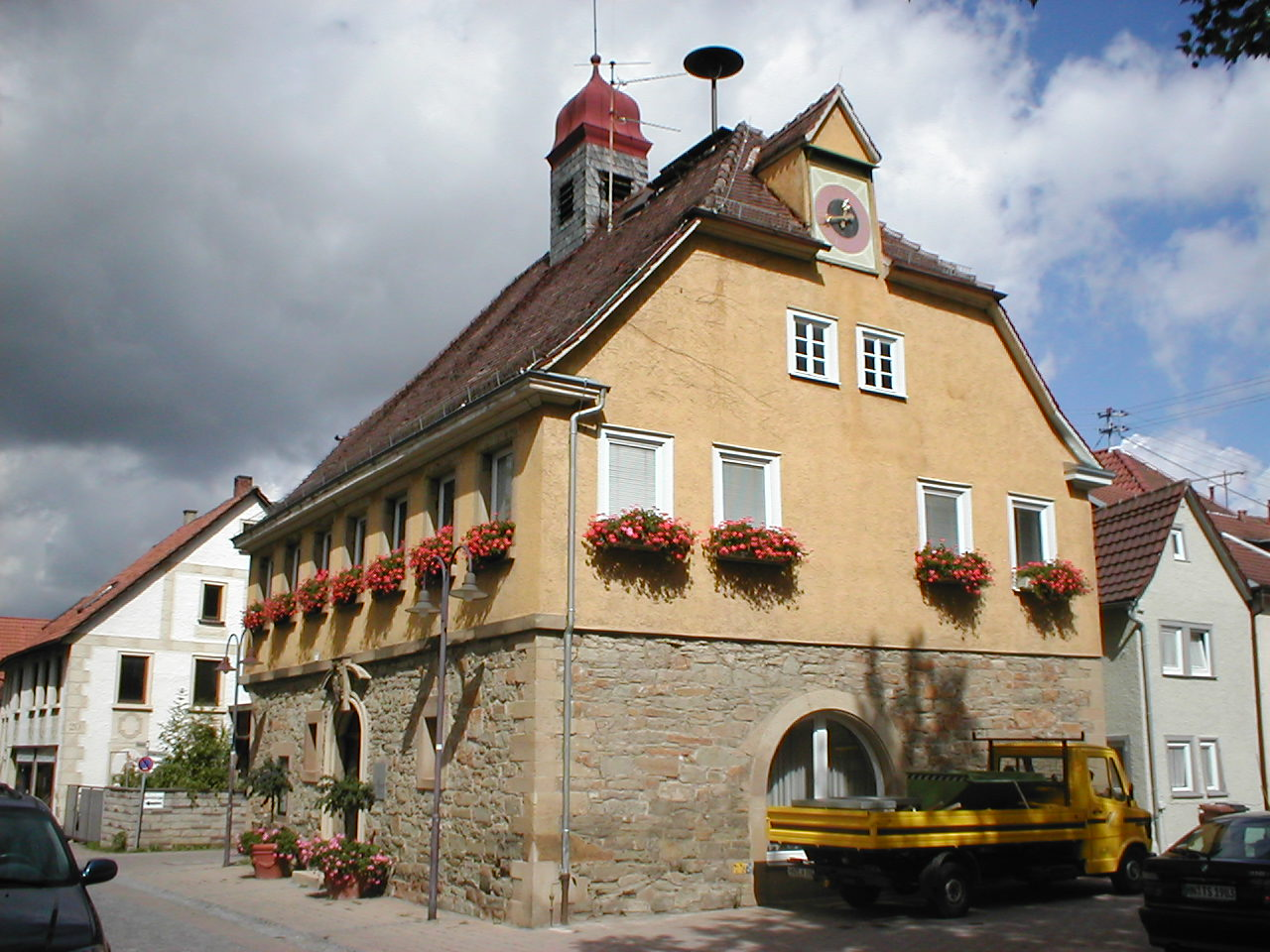
Rathaus in Horkheim

Horkheim ist ein Stadtteil der Stadt Heilbronn mit etwa 4000 Einwohnern. Die früher selbständige Gemeinde wurde am 1. April 1974 nach Heilbronn eingemeindet.

## Geografie
Der Ort liegt 5,5 km südwestlich von Heilbronn und 250 m vom Neckar entfernt. Horkheim liegt nur wenige Meter über dem Grundwasserspiegel, wodurch der Ort öfter den Überschwemmungen des Neckars bei Hochwasser ausgesetzt war. Diesem Umstand jedoch verdankt Horkheim seinen Namen, denn Horkheim hieß früher „Horegeheim“, was von dem altdeutschen Begriff „hor“ (Sumpf) bzw. „horeg“ (sumpfig) herrührt. Die häufigen Überschwemmungen machten Horkheim „sumpfig“.

## Geschichte
Die ältesten Siedlungsspuren auf Horkheimer Markung stammen aus der Zeit der Römer, als die vom Kastell Wimpfen nach Cannstatt führende Römerstraße den Neckar an einer Furt bei Horkheim querte. Aus alemannischer Zeit fehlt es an Funden aus Horkheim, so dass der Ort nach dem Abzug der Römer seine Bedeutung eingebüßt haben könnte. Der Ortsname sowie Bodenfunde deuten vielmehr auf eine fränkische Gründung im 6. Jahrhundert als Ursprung der heutigen Siedlung hin. Die Sicherung der weiterhin genutzten Neckarfurt und damit auch der Schutz des nahen fränkischen Königshofs in Heilbronn mag den Anlass zur Gründung des neuzeitlichen Ortes gegeben haben.
Ein fränkischer König hat den Ort dann wohl der im frühen 8. Jahrhundert gegründeten Abtei Mosbach zur Nutznießung überlassen, denn urkundlich erstmals erwähnt wird Horegeheim am 15. November 976, als Kaiser Otto II. die bischöfliche Kirche zu Worms mit den zu der Abtei Mosbach gehörigen Orten beschenkte. In den nachfolgenden Jahrhunderten fehlen jegliche urkundliche Nachrichten, doch kam Horkheim zu Beginn des 13. Jahrhunderts mit den restlichen zur Abtei Mosbach gehörigen Orten wieder in den Besitz der damaligen Kaiser. Nach dem Ende der Staufer erlangte Württemberg verschiedene Besitzrechte am Ort.

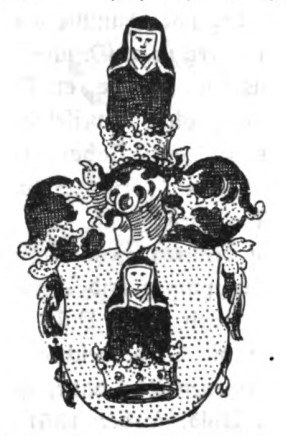
Wappen der Herren von Horkheim

Im späten 14. Jahrhundert tritt mit den Herren von Horkheim auch ein Ortsadel auf, der später jedoch seinen Hauptsitz ins oberen Remstal verlegte und sein Erbbegräbnis im Gmünder Augustinerkloster hatte. Als Zeugnis dieses aus Horkheim stammenden Geschlechts ist u. a. das Epitaph für Ottilia von Horkheim in der Dreifaltigkeitskirche in Haunsheim erhalten.
1344 wird erstmals die Burg Horkheim erwähnt, die damals zur Hälfte von Eberhard II. von Württemberg an Reinhard von Höfingen verliehen wurde. Die Burg blieb württembergisches Lehen, bis Eberhard sie 1389 an die Heilbronner Komturei des Deutschen Ordens veräußerte, der auch den Kirchensatz und weiteren Besitz im Ort hatte. Der Deutsche Orden verkaufte die Burg an die Heilbronner Patrizierfamilie Lemlin, die sie 1461 unter die Oberlehensherrschaft der Kurpfalz stellte. Während der Ort nach dem Bayerischen Erbfolgekrieg 1504 an Württemberg fiel, blieb die Burg Kurpfälzer Lehen. Den größten Besitz im Ort hatten mit 35 Häusern mit Hofstellen die Lemlin. Nach dem Aussterben der Lemlin im frühen 17. Jahrhundert erwarb Württemberg weitere Besitzrechte in Horkheim.
Während der Notzeiten des Dreißigjährigen Krieges war Horkheim zeitweise nahezu entvölkert. Im Pfälzischen Erbfolgekrieg kam es bei Horkheim am 5. Juni 1693 zu einer entscheidenden Schlacht, in der Markgraf Ludwig Wilhelm die französischen Truppen unter Marschall de Lorges besiegte und sie dadurch zum Rückzug bis nach Bretten veranlasste.
Bis ins 18. Jahrhundert war der Ort rein landwirtschaftlich geprägt, wobei insbesondere der Weinbau von Bedeutung war. Es gab einst mehrere Keltern am Ort.
Die Lehnsnehmer der Burg Horkheim, Heilbronner Patrizier, siedelten ab dem Ende des 17. Jahrhunderts Juden in der Burg an. 1771 umfasste die Jüdische Gemeinde Horkheim rund 89 Personen. Die Juden mussten jedoch beim Verlassen der Burg Schutzzoll an die württembergischen Lehnsherren des Dorfes entrichten und konnten sich erst ab 1811 auch im Dorf ansiedeln. Die jüdische Gemeinde erreichte um 1860 mit über 70 Personen nochmals eine große Ausdehnung, ging dann jedoch – überwiegend aufgrund von Abwanderung nach Heilbronn – bis 1933 auf vier Personen zurück, die 1941/42 deportiert und ermordet wurden.
Nach der Schiffbarmachung des oberen Neckars (von Stuttgart nach Heilbronn) ab 1713 wurde Horkheim auch zum Schifferdorf, wenngleich weiterhin die Landwirtschaft der bestimmende Erwerbszweig bis zum Ende des 19. Jahrhunderts bleiben sollte. Viele Schiffbauer aus Horkheim wanderten um 1848, nachdem die Eisenbahn die Neckarschifffahrt zum Erliegen brachte, nach Amsterdam aus. Daran erinnern bis heute die Amsterdamer Straße und die Gmelichstraße, letztere benannt nach mehreren Familien dieses Namens, die in Amsterdam wohlhabend wurden und ihrer Heimatgemeinde Horkheim Stiftungen hinterließen.
Zu Beginn des 19. Jahrhunderts wurden die Rechte des Deutschen Ordens und der Kurpfalz aufgehoben und kamen vollends an Württemberg. Nach dem Ende der Neckarschifffahrt im 19. Jahrhundert gewann der Tabakanbau in Horkheim Bedeutung. 1905 wurde hier der erste Trockenschuppen in Württemberg erbaut. Weitere Bedeutung hatten der Anbau von Kartoffeln, Gerste und Weizen, während der sonst im Heilbronner Raum bedeutende Weinbau in Horkheim stets nur untergeordnet war.
Ab 1921 wurde direkt am nördlichen Ortsrand der Neckarkanal erstellt, der mit dem weiter nordwestlich verlaufenden Altarm des Flusses eine künstliche Insel bildet. Der Kanalbau hat wie die Nähe zur expandierenden Industriestadt Heilbronn zum ersten stärkeren Anwachsen der Bevölkerungszahl beigetragen, 1928 waren etwa 540 Arbeiter bei den Kanalarbeiten beschäftigt. Längs des Kanals siedelten sich nach Osten Industriebetriebe an, außerdem dehnte sich der Ort nach dem Zweiten Weltkrieg, in dessen Folge zahlreiche Heimatvertriebene nach Horkheim gekommen waren, durch Neubaugebiete stark nach Süden und Osten aus, so dass der Ort inzwischen mit dem benachbarten Sontheim nahezu zusammengewachsen ist.
Wurden 1912 noch 710 Einwohner gezählt, so stieg die Zahl bis zum Jahr 1939 auf 838 an, Ende 1945 waren es 918. Der Aufschwung der westdeutschen Wirtschaft und die Nähe zum Industriestandort Heilbronn begünstigten ein kontinuierliches Einwohnerwachstum in den Nachkriegsjahrzehnten. 1955 wurden 1123 Einwohner gezählt, 1965 waren es 1680, 1970 waren es 2273. Die Gemarkungsfläche betrug 1974 486 Hektar.
Horkheim wurde am 1. April 1974 nach Heilbronn eingemeindet. 1978 ereignete sich ein Neckar-Hochwasser, bei dem in Horkheim schwere Schäden entstanden. In den nachfolgenden Jahren wurden das Alte Rathaus sowie Grundschule und Turnhalle renoviert. Durch den gleichzeitigen Ausbau des Neubaugebiets Nußäcker überschritt Horkheim im Mai 1979 die Marke von 3000 Einwohnern.
Der Ort ist überwiegend Wohnort für Pendler nach Heilbronn und Neckarsulm und hat heute rund 4000 Einwohner.

## Wappen

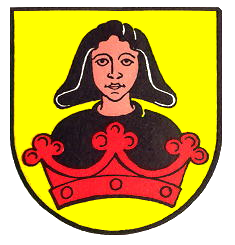
Wappen Horkheims

Das Wappen von Horkheim zeigt in goldenem Schild eine rote Krone, aus der ein Frauenrumpf mit schwarzer Oberbekleidung und schwarzem Kopftuch ragt.
Vor 1805 hatte Horkheim kein eigenes Wappen. Seit dem 15. Jahrhundert hatten Rat bzw. Vogt von Weinsberg für die Horkheimer gesiegelt.
- Das Wappen mit drei württembergischen Hirschstangen und H: Nach dem Übergang zu Württemberg zu Beginn des 19. Jahrhunderts erhielt Horkheim ein eigenes Siegel, das den Buchstaben „H“ unter drei württembergischen Hirschstangen zeigte.
- Das Wappen mit einem verschleierten Frauenkopf: Im Jahr 1912 schlug die Archivdirektion ein Wappen vor, das einen schwarz verschleierten naturfarbenen Kopf einer Frau vor goldenem Hintergrund zeigt. Im Gemeindesiegel wurde das Wappen seit 1930 verwendet. Dieses Wappen entsprach bereits weitgehend dem Wappen der Wigmar, einer Horkheimer bzw. Heilbronner Patrizierfamilie. Nach der Oberamtsbeschreibung ist der Adlige (Edle) Burkhard Wigmar 1314 Schultheiß in Heilbronn.[5] Die Herren von Horkheim sollen laut der Oberamtsbeschreibung „eines Stammes“ mit den Wigmars sein. 1954 wurde das Wappen nochmals leicht modifiziert bzw. besser der historischen Vorlage der Wigmar angeglichen, und am 15. März 1963 vom Innenministerium Baden-Württembergs bestätigt. Die Ortsflagge ist Rot-Gelb.

## Bau- und Kulturdenkmäler

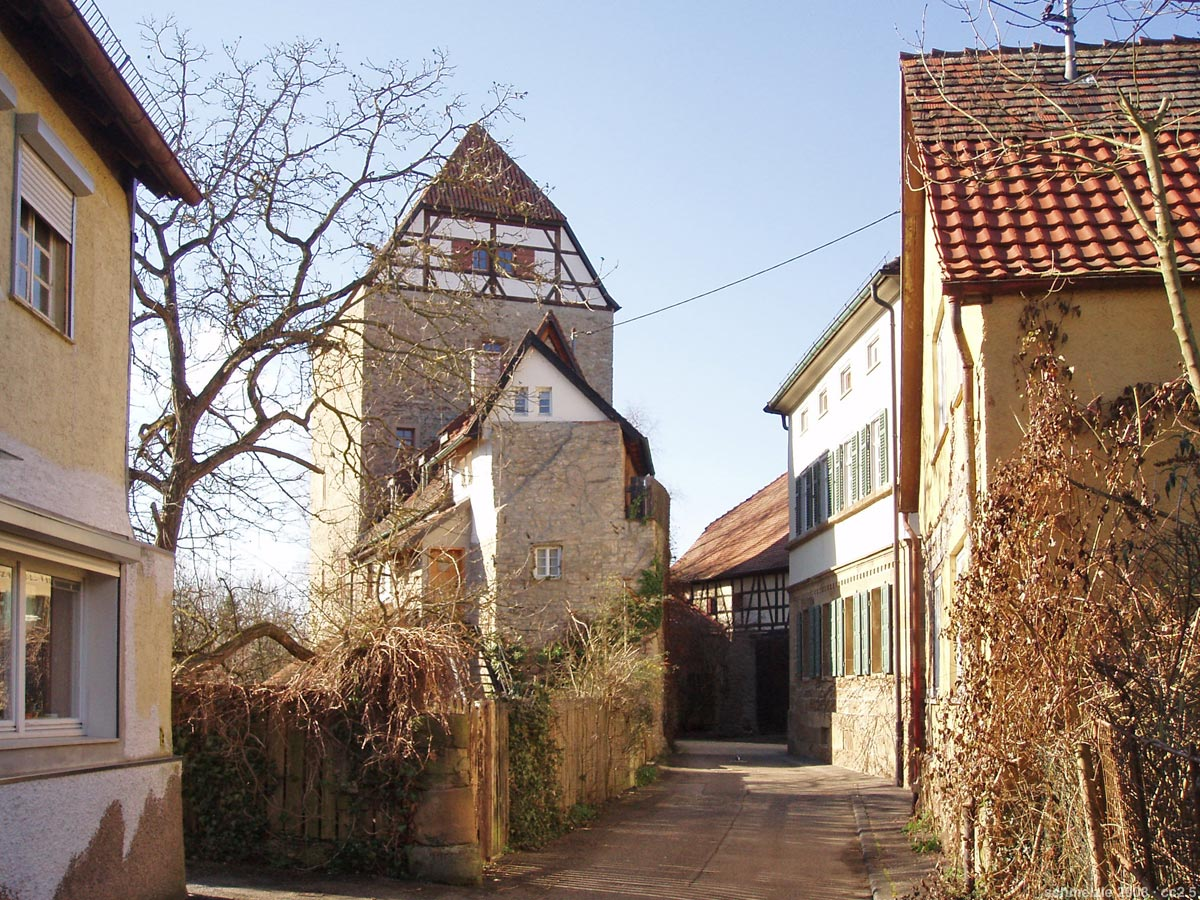
Blick von der Schlossgasse in den Innenhof der Burg Horkheim

- Die Burg Horkheim ist eine zeitweise als Wasserburg ausgestaltete, einst in Kurpfälzer Besitz befindliche und an Heilbronner Patrizier verliehene spätmittelalterliche Anlage, in der vom 17. bis 19. Jahrhundert Schutzjuden lebten und eine Synagoge eingerichtet hatten. Die vielfach umgebaute Anlage wird heute zu Wohnzwecken genutzt. Von der ursprünglichen Bausubstanz sind insbesondere das viergeschossige Steinhaus sowie Teile der Umfassungsmauern mit Ecktürmen erhalten.
- Die evangelische Georgskirche wurde erstmals 1330 erwähnt und zu Beginn des 17. Jahrhunderts sowie 1895 umfassend erneuert. In der im Kern gotischen Chorturmkirche sind ein Taufstein von 1725 sowie mehrere Grabplatten der Patrizierfamilie Lemlin aus deren einst bei der Kirche befindlichen Grabkapelle erhalten. Neben der Kirche befindet sich in der Kirchgasse das evangelische Horkheimer Pfarrhaus von 1769/70 mit einer für Pfarrhäuser seltenen zur „deutschen Diele“ ausgebildeten Durchfahrt. Der auf 1733 datierte Kellerhals beim Pfarrhaus führt in einen älteren Gewölbekeller.

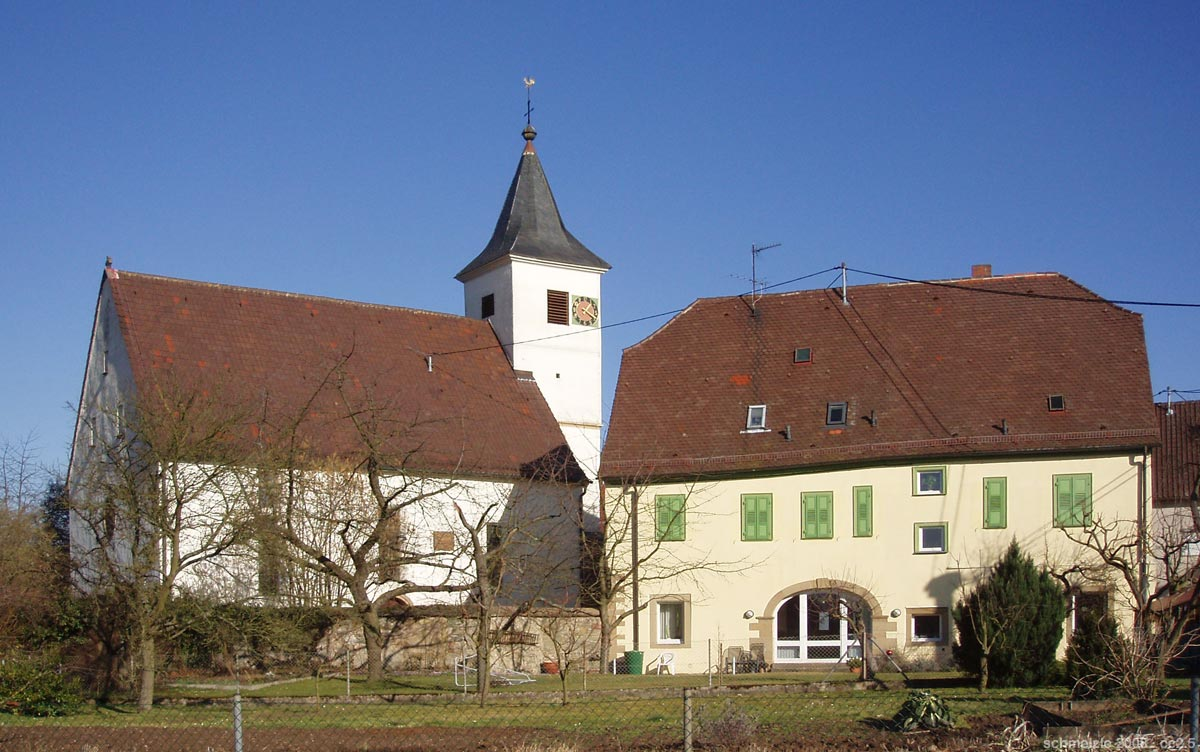
Georgskirche mit Pfarrhaus
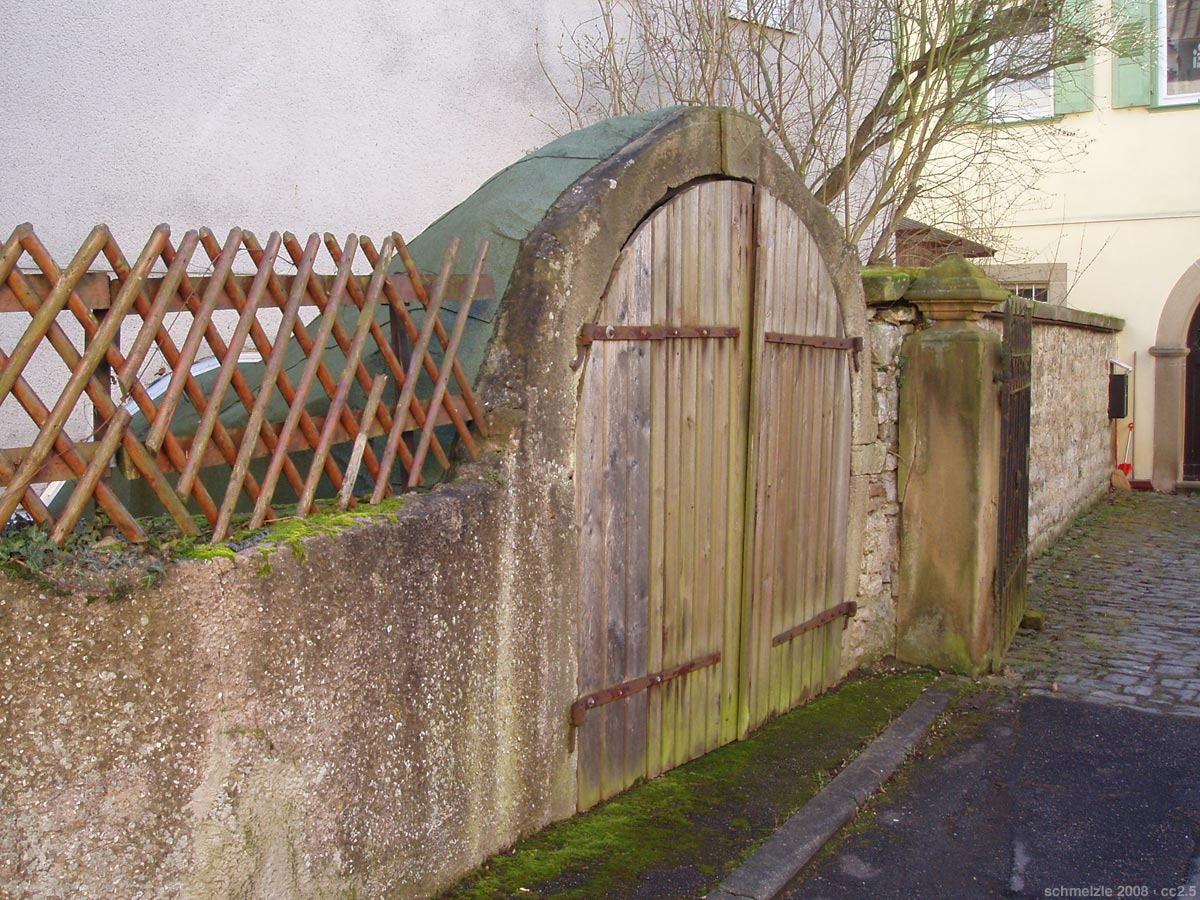
Kellerhals von 1733
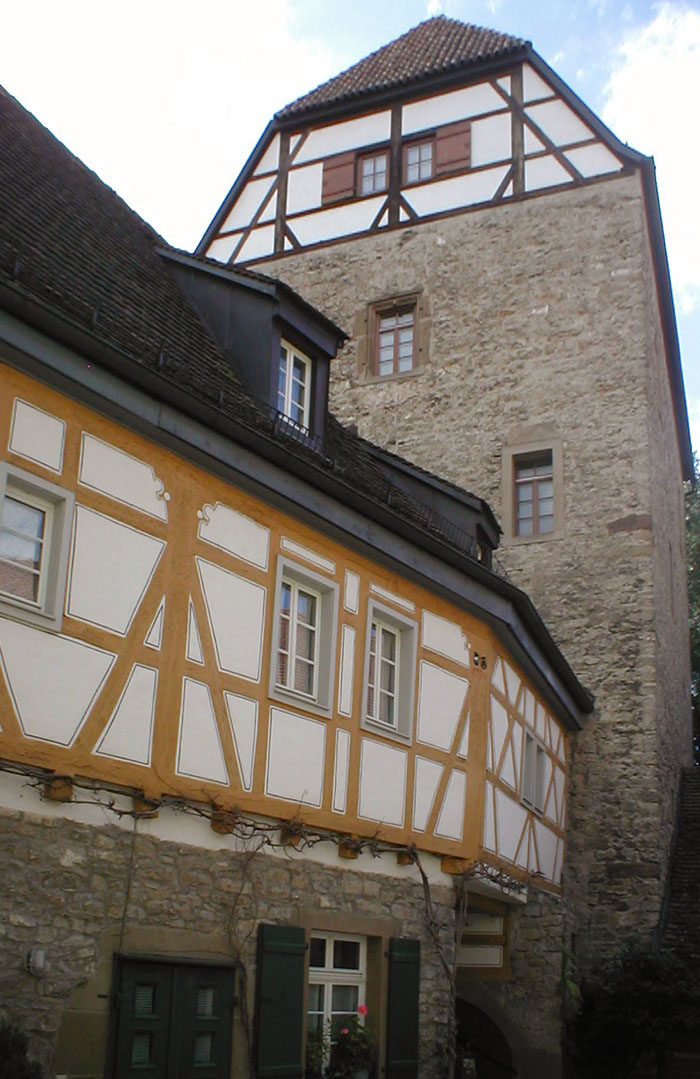
Burg Horkheim, Steinhaus

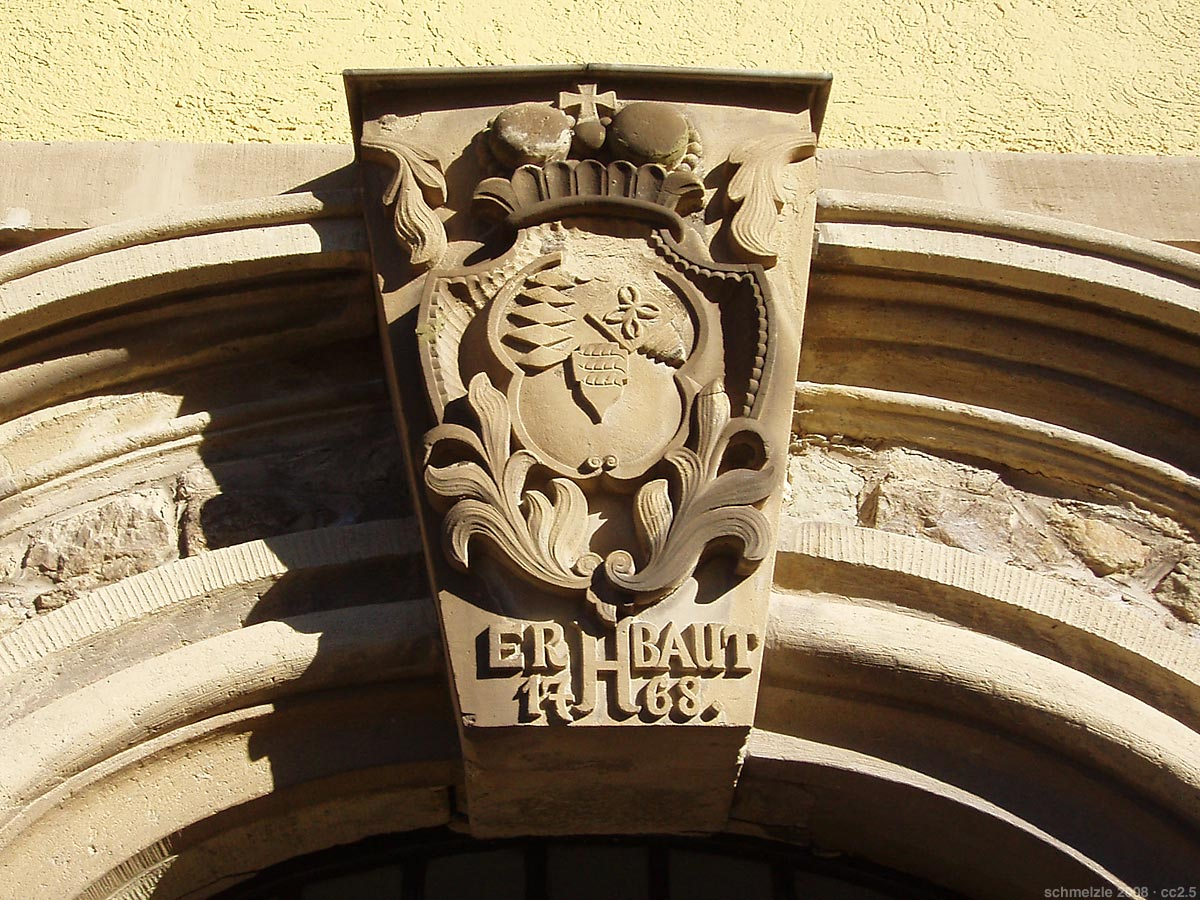
Wappenstein am Rathausportal

- Das Alte Rathaus in der Schleusenstraße wurde bereits 1595 erwähnt, der im Kern noch mittelalterliche Bau wurde 1768 barockisiert. Gegenüber dem Rathaus liegt am Eingang zur Schlossgasse die Horkheimer Kelter von 1774 mit Backstube. Die historischen Backöfen wurden beim Einsturz des unter der Kelter gelegenen Gewölbekellers 1985 zerstört. In der Schleusenstraße befindet sich mit dem um 1700 erbauten Handwerkerhaus in der Schleusenstraße 7 das älteste noch erhaltene Wohnhaus des Ortes. Das Wohnhaus in der Schleusenstraße 21 von 1765 war als Weingärtnerhaus Teil einer ehemaligen Hofanlage.
- Die ehemalige Landmaschinenfabrik Amos in der Talheimer Straße ist ein Baudenkmal aus der örtlichen Industriegeschichte, der Betrieb wurde ursprünglich 1860 in Horkheim gegründet. In dem historischen Werkstattbau, errichtet in Fachwerkbauweise mit Ziegelausfachung, finden heute verschiedentlich Ausstellungen statt.
- Die Horkheimer Synagoge wurde 1859 im Bereich der heutigen Schlossgasse erbaut.[6]
- An wasserbautechnischen Anlagen befinden sich im Neckar in Horkheim die Schleuse Horkheim und das Stauwehr Horkheim, außerdem zweigt hier der Seitenkanal Horkheim vom Neckar ab.

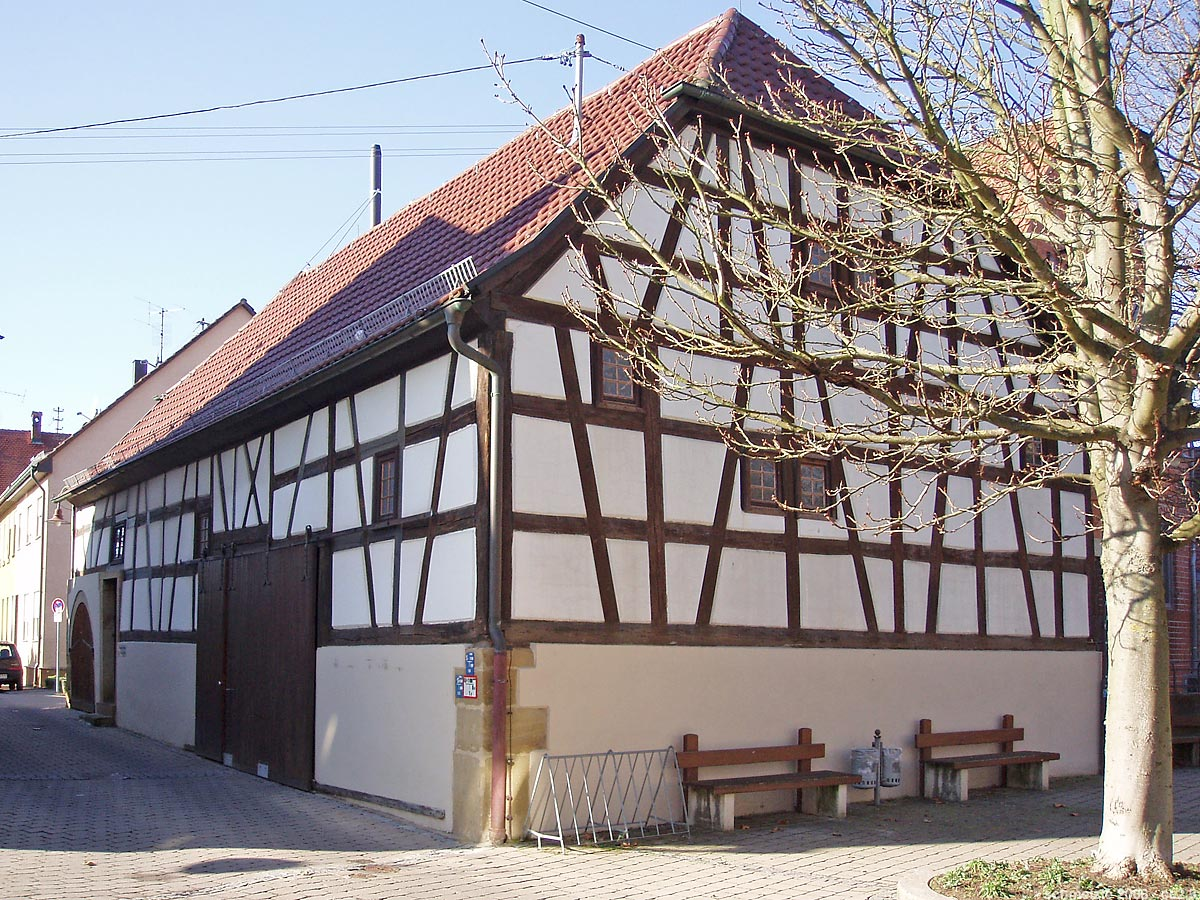
Kelter mit Backstube
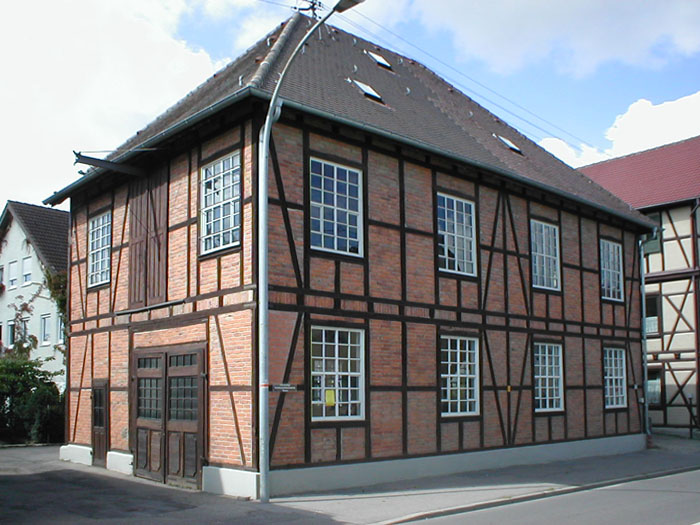
Ehem. Landmaschinenfabrik
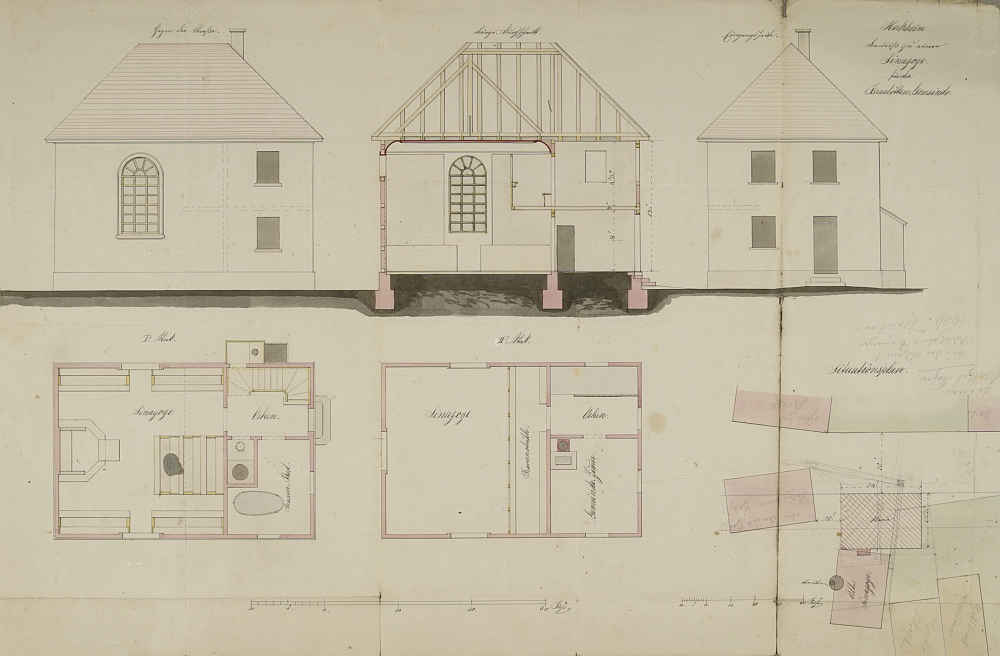
Horkheimer Synagoge

## Sport und Kultur
Der traditionsreiche TSB Horkheim (Turn- und Sängerbund Horkheim) entstand 1934 durch Zusammenschluss des Sängerbunds Horkheim, gegründet 1859, und des Turnvereins Horkheim, gegründet 1895. Der sportlich erfolgreichste Zweigverein ist der Handballverein des TSB; die 1. Männermannschaft spielt in der 3. Handballliga Süd (Stand 2011).

## Utzname der Bevölkerung

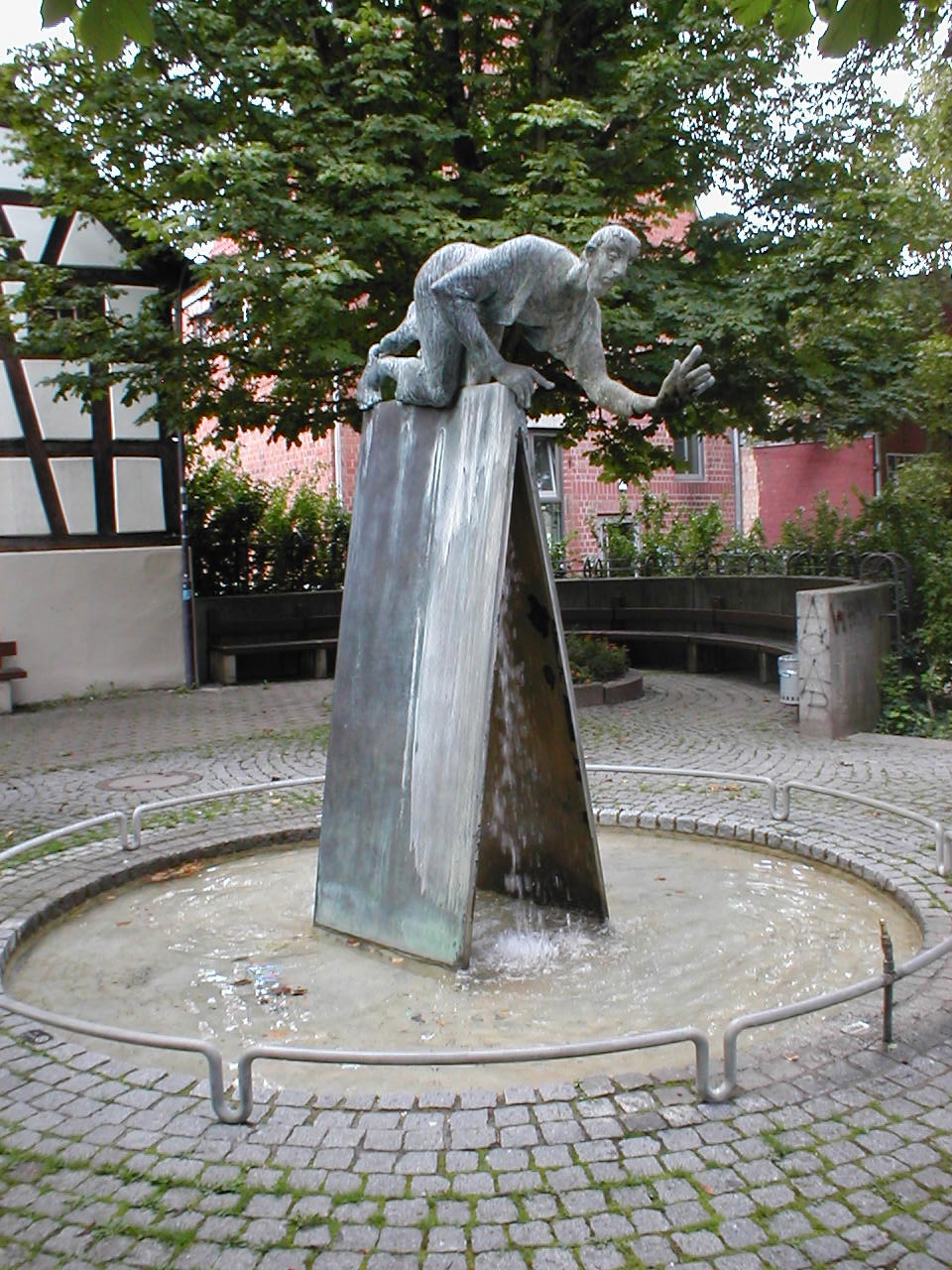
Dachreiterbrunnen

Der Utzname der Horkheimer lautet Dachreiter. Der Dachreiterbrunnen von Karl-Ulrich Nuss aus dem Jahr 1989 thematisiert den einstigen Utznamen der Horkheimer. Demnach soll der Legende zufolge ein Horkheimer Bauer auf der Flucht vor seinen Steuernschuldnern auf das Dach seines Hauses gestiegen sein. Dort befand er sich auf dem Dachfirst wie ein Dachreiter. Mit einem Feuerwehrschlauch und einer Wasserspritze konnte der Dachreiter bewegt werden, das Dach wieder zu verlassen. Alternative Entwürfe waren von Dieter Läpple und Christiane Häringer gekommen, preisgekrönt wurde jedoch der Entwurf von Karl-Ulrich Nuss.